# Klaus Hundsbichler
Klaus Hundsbichler (* 27. Januar 1953 in Kufstein) ist ein österreichischer Filmregisseur, Filmeditor und Filmkomponist.

## Leben
Nach seinem Studium an der Filmakademie ging er in die USA, wo er als Editor für Frank Zappa arbeitete. In weiterer Folge editierte er im Rahmen von Do-Ro Productions zahlreiche Musikvideos und -dokumentationen für Größen wie David Bowie, Queen, Miles Davis und Michael Jackson. Im Spielfilmbereich arbeitete er für zahlreiche Filme von Regisseur Robert Dornhelm, wobei er für den Schnitt von Die Zehn Gebote für einen Emmy nominiert wurde. Regie führte er bei zahlreichen Werbespots und Industriefilmen sowie bei Dokumentarfilmen wie u. a. Körper mit vier Saiten, Weltrevolution und Gispy Spirit. Als Filmkomponist schrieb er die Musik für die Filme Mirage, Karo und der liebe Gott und Midsummer Madness.
Am 3. September 2010 erschien sein Film Gypsy Spirit in den österreichischen Kinos, bei dem er Regie führte, das Drehbuch schrieb und als Kameramann agierte. 2011 wurde Hundsbichler für Gypsy Spirit mit der Romy für den besten Kino-Dokumentarfilm des Jahres ausgezeichnet.

## Filmografie

### Als Regisseur
- 1994: Komponisten auf der Spur (TV-Serie)
- 1997: Der Unfisch (2nd-Unit-Regie)
- 1999: The Venice Project (2nd-Unit-Regie)
- 2001: Gegen den Strom, Das Projekt Küba (TV)
- 2001: Tom und die Biberbande (13-teilige TV-Serie)
- 2008: Weltrevolution – Der Drahdiwaberl-Film (Kino)
- 2010: Gypsy Spirit. Harri Stojka. Eine Reise. (Kino)
- Ein Körper mit vier Saiten, vom geheimen Leben der Geigen (TV)

### Als Editor
- 1979: Baby Snakes (Regie: Frank Zappa)
- 1994: Der Bessere gewinnt
- 1997: Der Unfisch (Regie: Robert Dornhelm)
- 1999: The Venice Project (Regie: Robert Dornhelm)
- 2001: Anne Frank (Anne Frank: The Whole Story) (Regie: Robert Dornhelm)
- 2006: Karo und der Liebe Gott
- 2006: Die Zehn Gebote (The Ten Commandments) (Regie: Robert Dornhelm)
- 2007: Midsummer Madness (Regie: Alexander Hahn)
- 2008: La Bohème (Regie: Robert Dornhelm)
- 2008: Ruhe sanft (Rest in peace) (Regie: Andrea Morgenthaler)
- 2010: Udo Proksch – Out of Control (Regie: Robert Dornhelm)
- 2010: Gypsy Spirit (Regie: Klaus Hundsbichler)
- 2011: Qualtinger (Regie: Andre Heller)
- seit 2021: Vienna Blood (Fernsehreihe)
  - 2021: Die traurige Gräfin
  - 2021: Die schwarze Feder
  - 2022: Rendezvous mit dem Tod
  - 2022: Der Schattengott
  - 2022: Der Tod und das Mädchen

TV-Filme Musikdokumentationen (u. a. über Queen, Miles Davis, Frank Zappa, Michael Jackson, Rolling Stones) Videoclips (u. a. für Queen, David Bowie, Gianna Nannini, Falco) „Ohne Maulkorb“ (Jugendmagazin des ORF) „Musikszene“ (WDR/ORF) Werbespots Image-Videos

### Als Komponist
- 2006: Karo und der Liebe Gott. (Regie: Danielle Proskar)
- 2007: Midsummer Madness (Regie: Alexander Hahn)
- Mirage (Regie: Svetozar Ristovski)
- Spirello (Zeichentrickserie)
- Schau genau (Kinderserie)